# Surinaamse parlementsverkiezingen 2000/Kandidatenlijst/Brokopondo
Dit is de lijst van kandidaten voor de Surinaamse parlementsverkiezingen in 2000 in Brokopondo. De verkiezingen vonden plaats op 25 mei 2000.
De onderstaande deelnemers kandideerden op grond van het districten-evenredigheidsstelsel voor een zetel in De Nationale Assemblée. Elk district heeft een eigen lijsttrekker. Los van deze lijst vonden tegelijkertijd de verkiezingen van de ressortraden plaats. Daarvoor geldt het personenmeerderheidsstelsel. De kandidaten voor de ressortraden staan hieronder niet genoemd.

## Kandidaten
Hieronder volgen de kandidatenlijsten op alfabetische volgorde per politieke partij.

### Algemene Bevrijdings- en Ontwikkelingspartij(ABOP): 16
1. I.M. Waker: 9
2. F.L. Libretto: 5
3. A. Amoko: 2

### Basispartij voor Vernieuwing en Democratie(BVD): 103
1. J.A. Dieko: 60
2. F. Aserie: 40
3. P.H. Finisie: 3

### Democratisch Alternatief '91(DA'91): 578
1. Cornelis L. Kanalie (BEP): 342
2. R.H. Alibitrouw: 170
3. M.E. With: 66

### Democratisch Nationaal Platform 2000(DNP 2000): 402
1. U.I. Vrede: 266
2. Th. Amoko: 46
3. F. Wee Wee: 90

### Millenniumcombinatie (MC): 691
1. L.L Pinas: 524
2. A. Amoida: 155
3. M. Edeling: 12

### Nieuw Front(NF): 542
1. L.J. Wens (NPS): 162
2. M. Baisie: 147
3. L.M. Fonkel: 233